# Toegepaste Taalkunde (opleiding)
Toegepaste taalkunde is in Vlaanderen de naam van de bacheloropleiding die leidt naar de masteropleiding Vertalen, Tolken of Meertalige Communicatie. De opleiding wordt "toegepast" genoemd omdat ze zich onderscheidt van andere universitaire opleidingen in (vreemde) talen zoals Taal- en letterkunde, die een meer theoretisch, en historisch karakter hebben. De opleidingen Toegepaste Taalkunde richten zich specifiek op de beheersing van de vreemde talen, met inbegrip van (vooral hedendaagse) cultuur en maatschappij, vertalen, de beheersing van het Nederlands, algemene kennis, vertaalwetenschap, tolkwetenschap en kennis van communicatie- en (ver)taaltechnologie.
De oorsprong van de opleidingen ligt in de vroegere "tolkenscholen", die een groot succes kenden, en de opleidingen tot vertaler en tolk hebben uitgebouwd tot academische opleidingen. Sedert de hervorming van het hoger onderwijs in Vlaanderen (2013), maken de opleidingen niet langer deel uit van de Hogescholen, maar zijn nu universitaire opleidingen.

## Opleidingen in België
Nederlandstalige opleidingen
- Antwerpen
  - Universiteit Antwerpen, Faculteit Letteren en Wijsbegeerte[1]
  - KU Leuven, de opleiding vindt plaats op de campus Sint-Jacob
- Brussel
  - Vrije Universiteit Brussel, Faculteit Letteren en Wijsbegeerte[2]
  - Katholieke Universiteit Leuven Campus Brussel
- Gent
  - Universiteit Gent, Faculteit Letteren en Wijsbegeerte[3] (Vakgroep Vertalen, Tolken en Communicatie)
- Kortrijk 
  - KU Leuven, de opleiding  (eerste twee bachelorjaren) vindt plaats op de campus Kortrijk (de Kulak).

Franstalige opleidingen
- Brussel
  - Université libre de Bruxelles, ISTI
- Bergen
  - Université de Mons, FTI-EII
- Louvain-la-Neuve
  - Université Catholique de Louvain
- Luik
  - Université de Liège

## Vak
Daarnaast wordt de term toegepaste taalkunde ook gebruikt als naam voor een vak of afstudeerrichting, of een vakgroep aan sommige universiteiten; zo onder meer aan de Universiteit Leiden.